# Festuca pseudovaria
Festuca pseudovaria är en gräsart som beskrevs av Jean Jacques Vetter. Festuca pseudovaria ingår i släktet svinglar, och familjen gräs. Inga underarter finns listade i Catalogue of Life.